# 东村遗址
东村遗址，位于中国青海省平安县三合乡东村，为第四批青海省文物保护单位，公布日期为1986年5月27日，类型为古遗址。
东村遗址的历史年代为齐家文化。